# Exploration Flight Test 1
Exploration Flight Test 1 o EFT-1 (Volo di Test di Esplorazione-1) è stato il primo volo, senza equipaggio, del veicolo spaziale Orion MPCV.
La missione è consistita nel lancio da Cape Canaveral con un vettore Delta IV Heavy il 5 dicembre 2014, l'inserimento su un'orbita fortemente ellittica con apogeo di circa 6000 chilometri, e il rientro nell'atmosfera terrestre con ammaraggio nell'Oceano Pacifico.
Il lancio è avvenuto il 5 dicembre 2014, alle 12:05 UTC dal complesso di lancio 37B a Cape Canaveral. La missione è durata tre ore con l'obiettivo di collaudare i sistemi di bordo dell'Orion e simulare un rientro a velocità simili a quelle di ritorno da un volo lunare (circa 32 000 chilometri all'ora, 8 900 m/s). Il profilo di missione è sostanzialmente uguale a quello dell'Apollo 4, che collaudò i sistemi di volo della navicella spaziale Apollo e il suo scudo termico nelle condizioni di rientro previste per il ritorno dalle missioni lunari.

## Obiettivi
Il volo è stato programmato per testare diversi sistemi di Orion, tra cui vari eventi di separazione, l'avionica, lo scudo termico, i paracadute e le operazioni di recupero.

## Assemblaggio di veicoli
EFT-1 Orion è stato costruito da Lockheed Martin. Il 22 giugno 2012, le saldature finali sono state completate presso l'impianto di New Orleans, Louisiana. La navicella è stata poi trasferita al John F. Kennedy Space Center presso l'Operations and Checkout Building, dove è stato completato l'assemblaggio finale. il razzo Delta IV è stato messo in posizione verticale il 1º ottobre 2014 e Orion è stato montato l'11 novembre.

## Volo
Durante il volo durato quattro ore e mezza, il veicolo spaziale Orion ha compiuto due orbite della Terra. L'altitudine maggiore è stata di circa 5.800 chilometri. L'alta quota raggiunta ha permesso al veicolo di arrivare ad una velocità di rientro di 32 000 chilometri all'ora (8 900 m/s) esponendo così lo scudo termico a temperature di 2.200 °C, circa l'80% della temperatura che si troverebbe al rientro da una missione lunare.
Durante il volo, il modulo di comando e il launch escape system sono stati altresì testati. I dati raccolti dal test di volo saranno analizzati dal Critical design Review a partire da aprile 2015.
| Ora       | Evento |
| --------- | --- |
| L-6:00:00 | Alimentazione di Orion, retrazione della torre di servizio mobile, inizio del rifornimento del razzo Delta IV |
| 0:00:00   | Apertura finestra di lancio                                                                                   |
| 0:01:23   | Max q |
| 0:01:23   | Raggiungimento Mach 1                                                                                         |
| 0:03:56   | Separazione dai razzi ausiliari                                                                               |
| 0:05:30   | Primo stadio MECO (Main Engine Cut Off)                                                                       |
| 0:05:33   | Separazione primo stadio                                                                                      |
| 0:05:49   | Accensione secondo stadio                                                                                     |
| 0:06:15   | Espulsione carenatura modulo di comando                                                                       |
| 0:06:20   | Espulsione Launch Abort System                                                                                |
| 0:17:39   | SECO #1 (Second Engine Cut Off), Orion inizia la prima orbita                                                 |
| 1:55:26   | Orion completa la prima orbita. Accensione secondo stadio                                                     |
| 2:00:09   | SECO #2 (Second Engine Cut Off)                                                                               |
| 2:05:00   | Entrata nel primo periodo di alta radiazione                                                                  |
| 2:20:00   | Uscita dal primo periodo di alta radiazione                                                                   |
| 2:40:00   | Attivazione del Reaction control system (RCS)                                                                 |
| 3:05:00   | Raggiungimento altitudine di picco (5800 chilometri)                                                          |
| 3:23:41   | Separazione di Orion dal modulo di servizio e dal secondo stadio                                              |
| 3:57:00   | Orion si posiziona per il rientro                                                                             |
| 4:13:41   | Interfaccia di rientro                                                                                        |
| 4:20:22   | Espulsione protezione anteriore, inizio dispiegamento paracadute                                              |
| 4:24:46   | Ammaraggio |

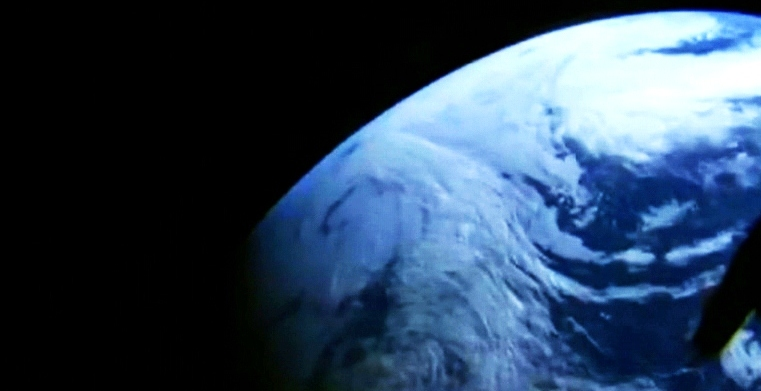
La Terra vista dall'Orion EFT-1

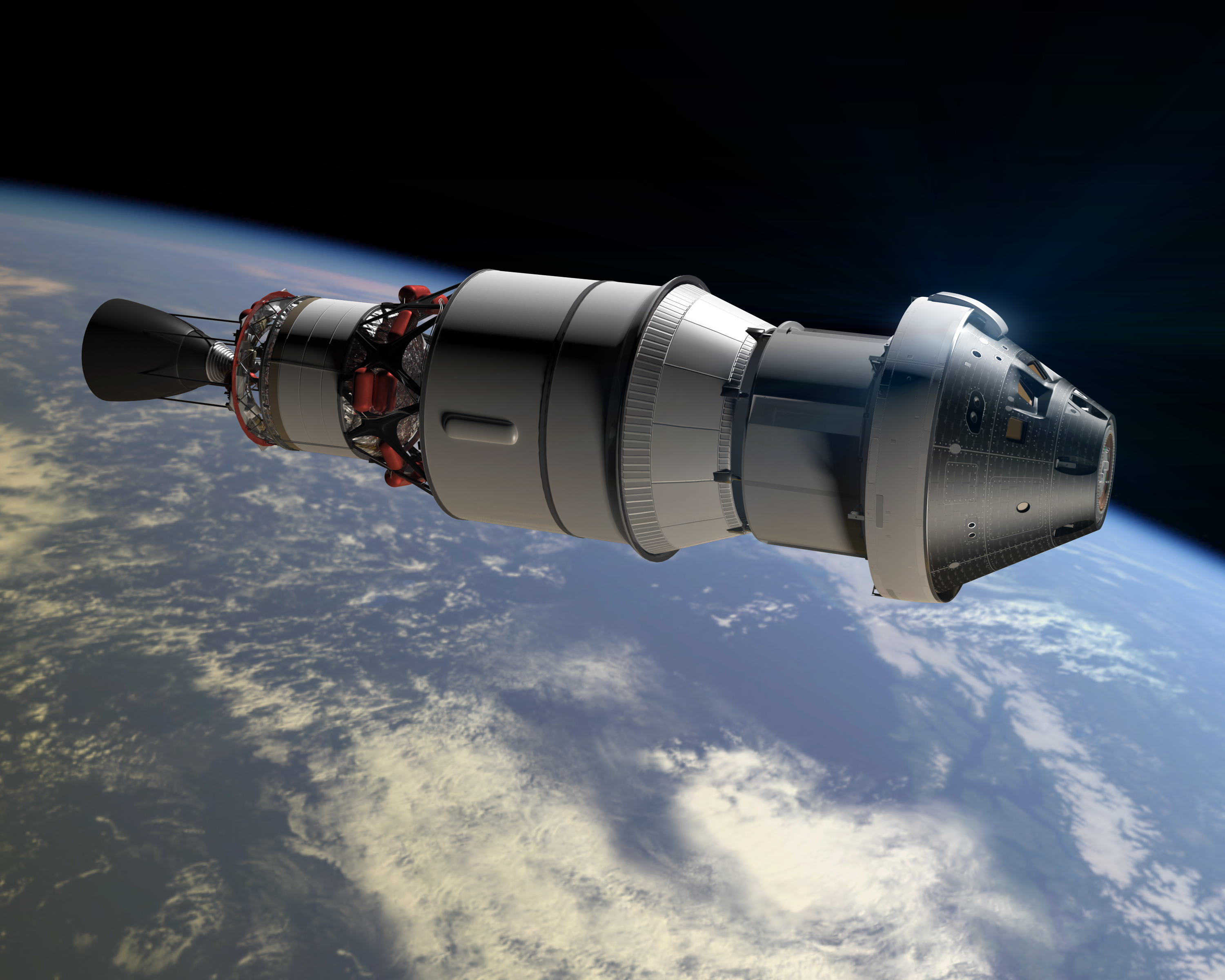
Rendering di EFT-1 in orbita

Dopo l'ammaraggio, è previsto un test di aborto dal pad di lancio reimpiegando la stessa capsula nel 2017.

## Tentativi di lancio
| Tentativo | Pianificato           | Risultato | Spostamento       | Ragione       | Note                                                                 |
| --------- | --------------------- | --------- | ----------------- | ------------- | -------------------------------------------------------------------- |
| 1         | 4 Dicembre 2014, 7:05 | Rimandato | -                 | Campo violato | Un battello entrò nel range del lancio.                              |
| 2         | 4 Dicembre 2014, 7:17 | Rimandato | 12 minuti         | Meteo         | Raffiche di vento oltre il limite.                                   |
| 3         | 4 Dicembre 2014, 7:55 | Rimandato | 38 minuti         | Meteo         | Raffiche di vento oltre il limite.                                   |
| 4         | 4 Dicembre 2014, 8:26 | Rimandato | 31 minuti         | Tecnica       | Una valvola di drenaggio e riempimento di propellente non si chiuse. |
| 5         | 4 Dicembre 2014, 9:44 | Annullato | 1 ora, 18 minuti  | Tecnica       | Riciclo di 24 ore.                                                   |
| 6         | 5 Dicembre 2014, 7:05 | Successo  | 21 ore, 21 minuti |               |                                                                      |

## Galleria d'immagini

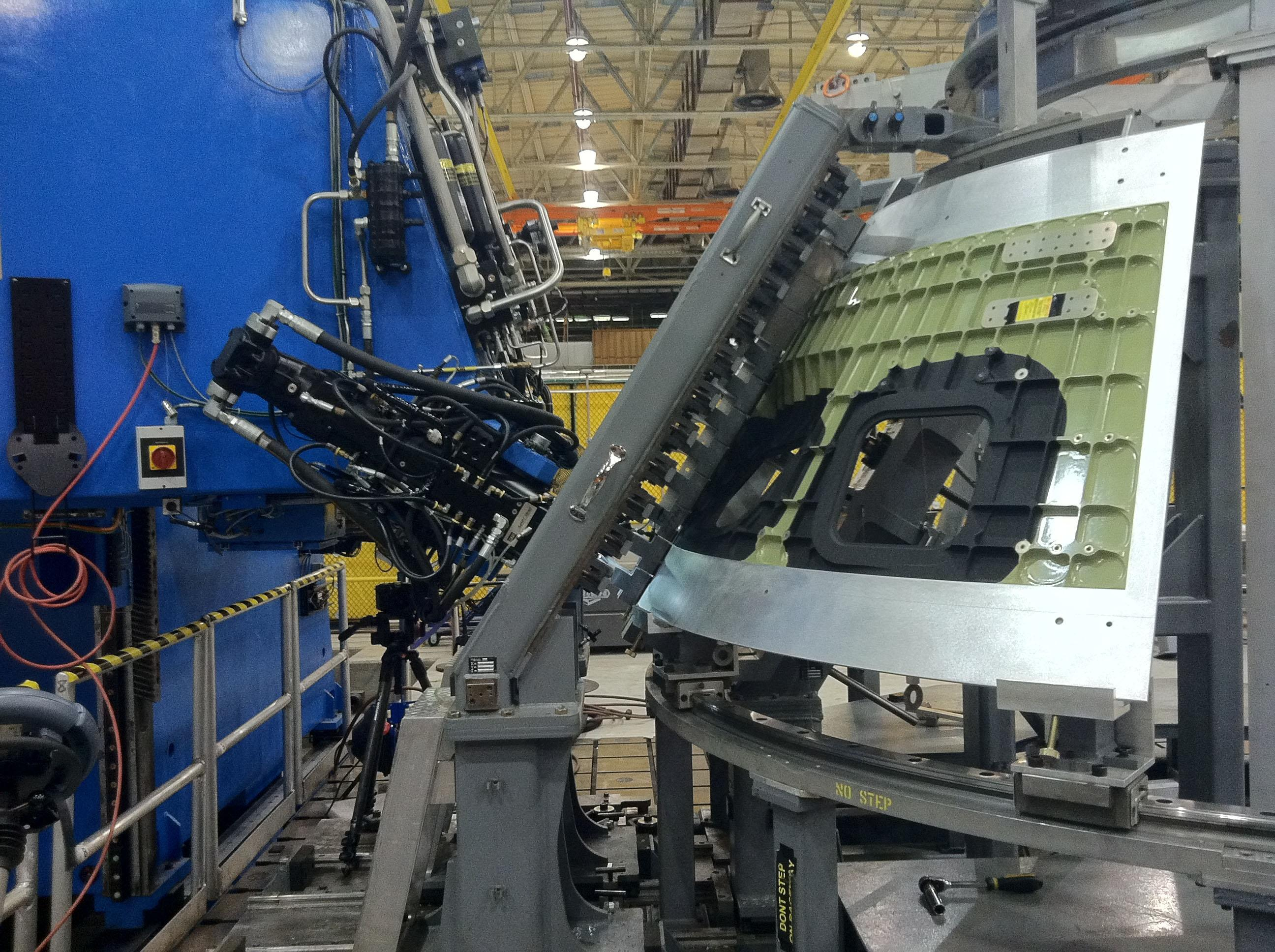
Prima saldatura sulla struttura dell'Orion EFT-1 nel Settembre 2011
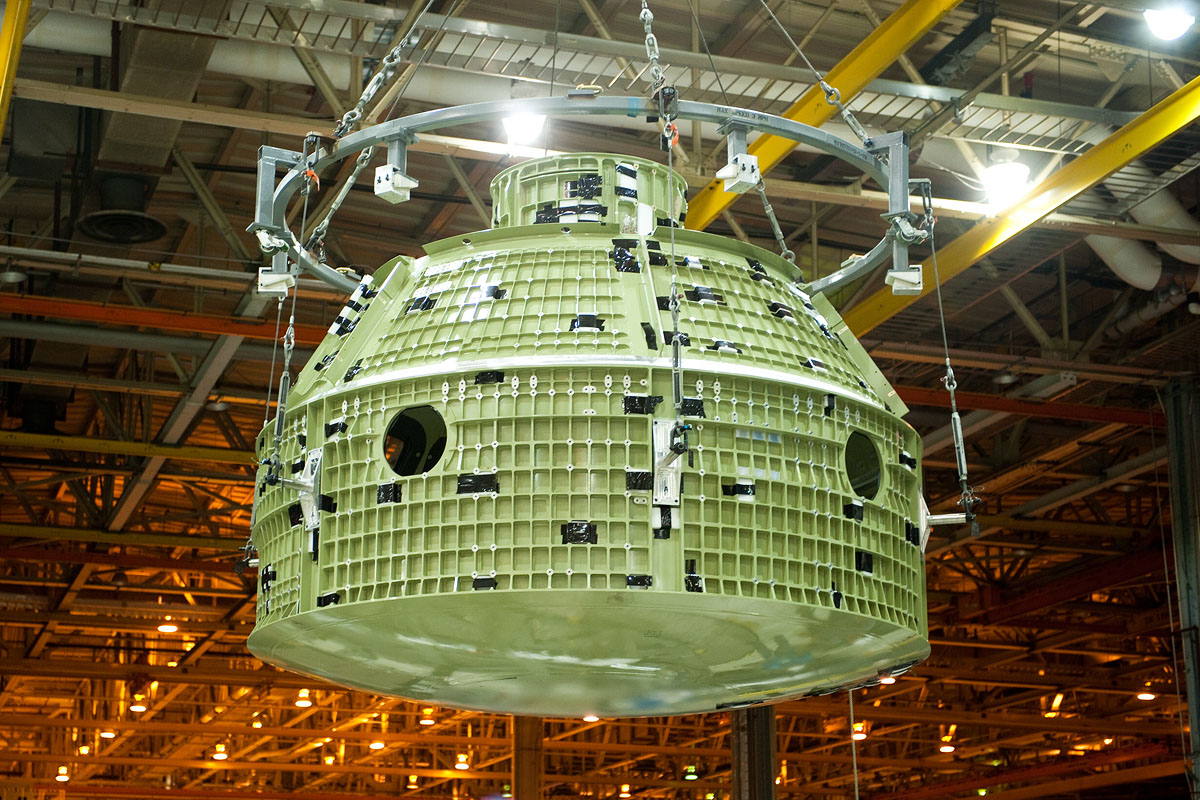
La struttura di Orion dopo la saldatura finale, Giugno 2012
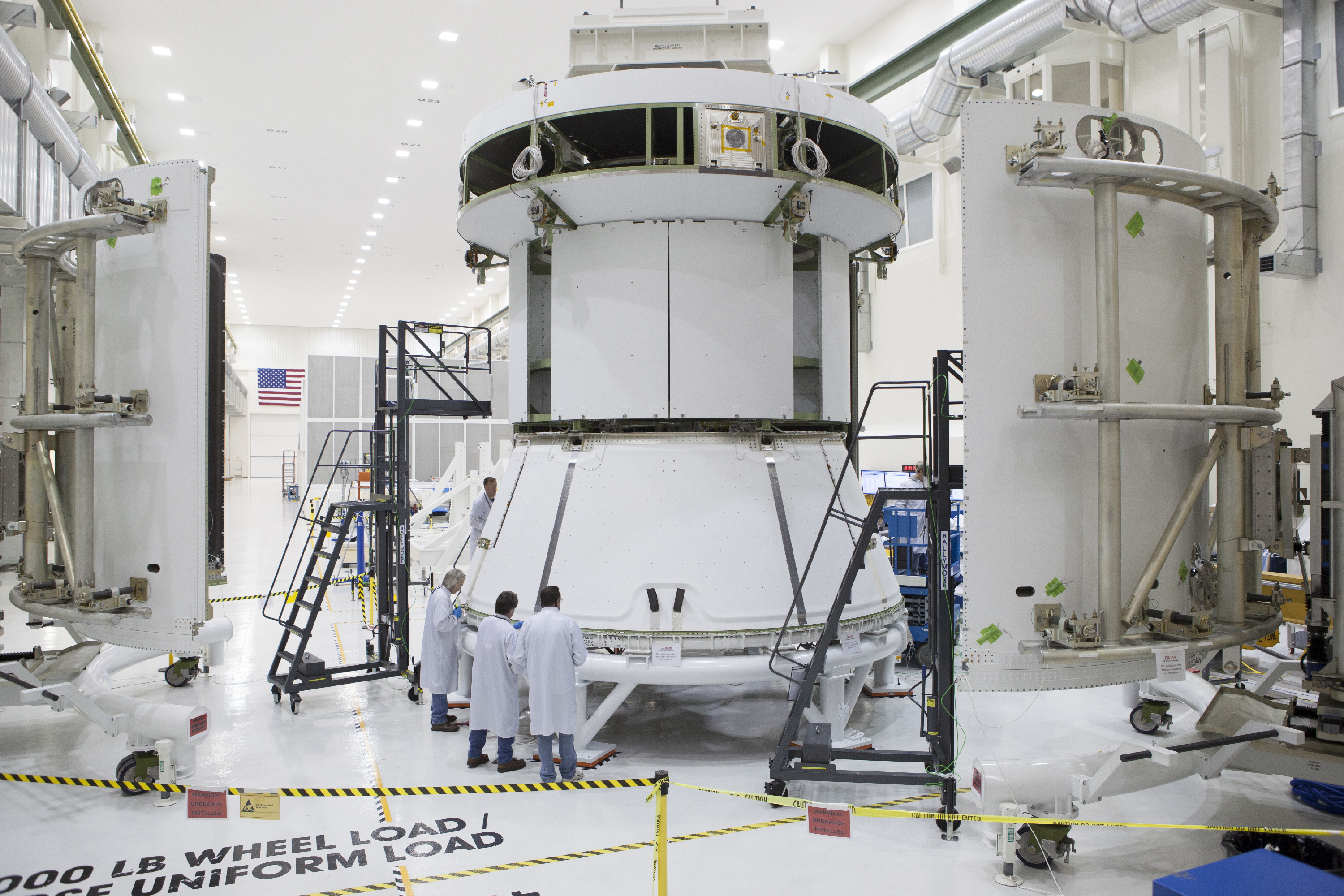
Il modulo di servizio prima dell'incapsulamento, Dicembre 2013
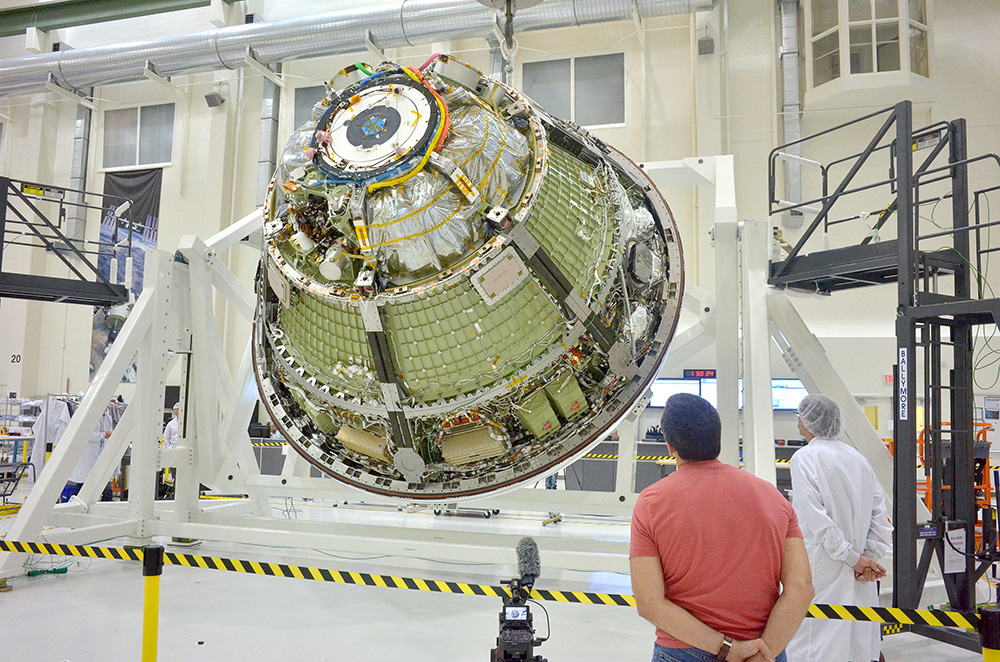
Test di peso e centro di gravità della capsula, Giugno 2014
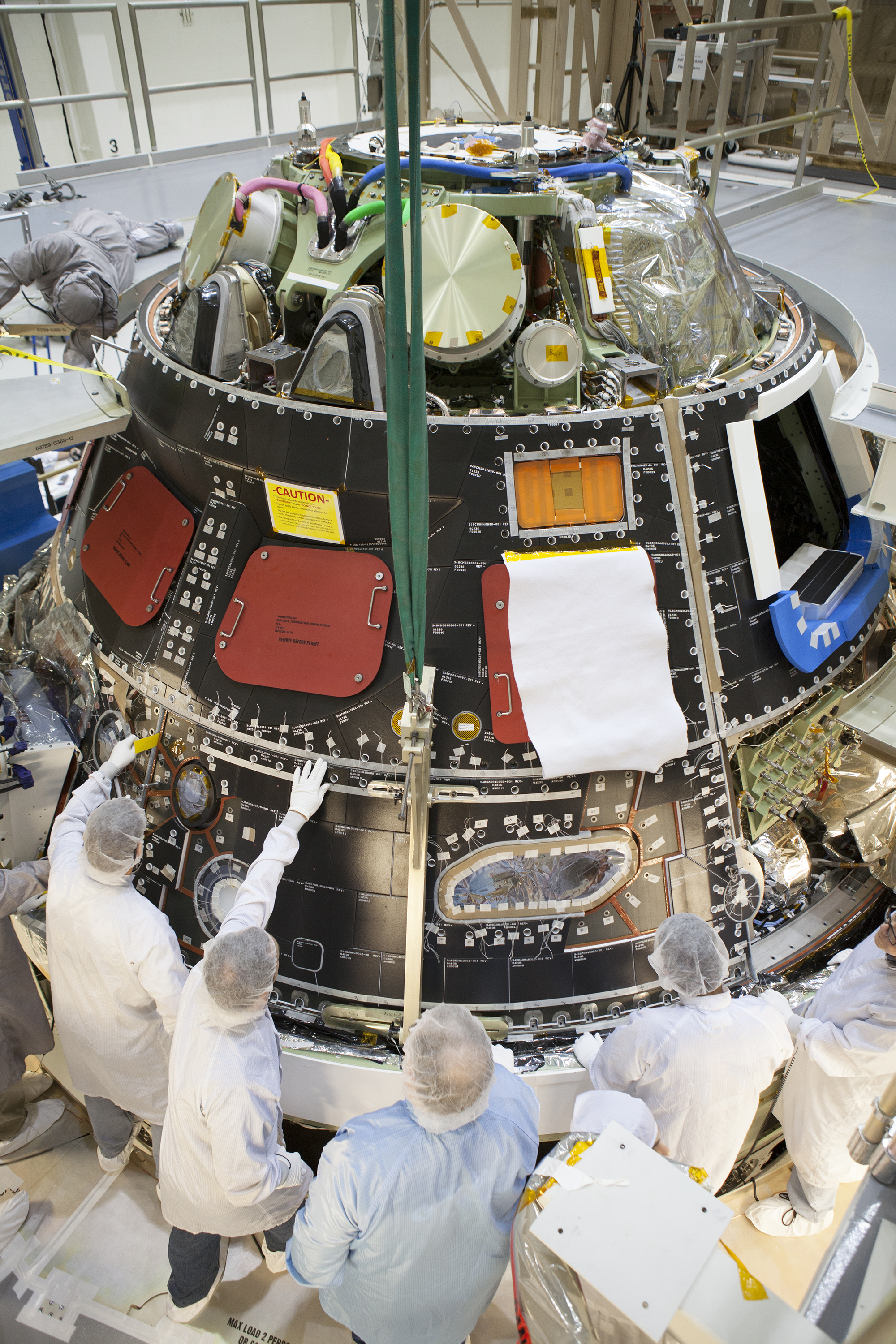
Installazione delle piastrelle della copertura posteriore, Settembre 2014
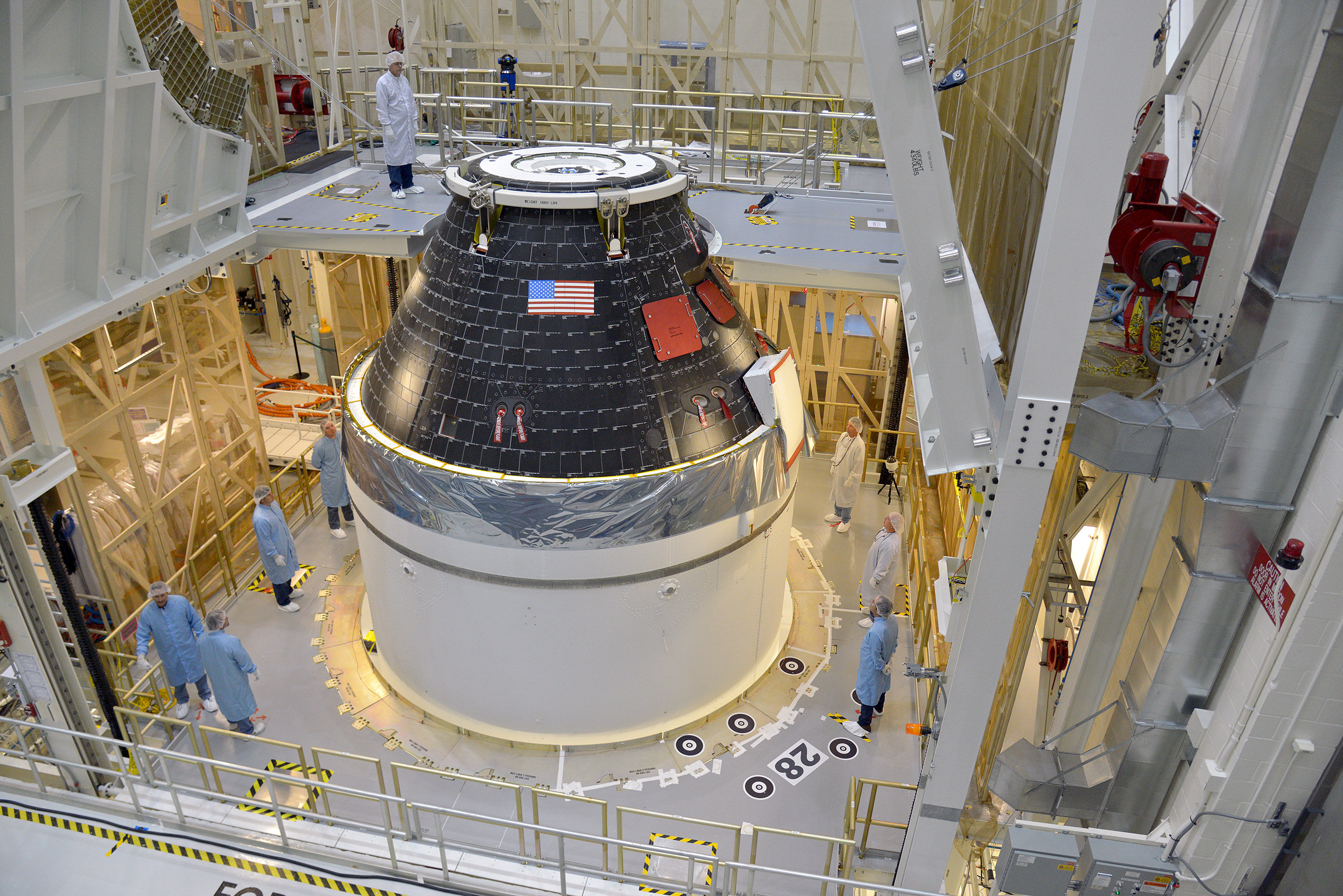
L'Orion EFT-1 completato, Settembre 2014
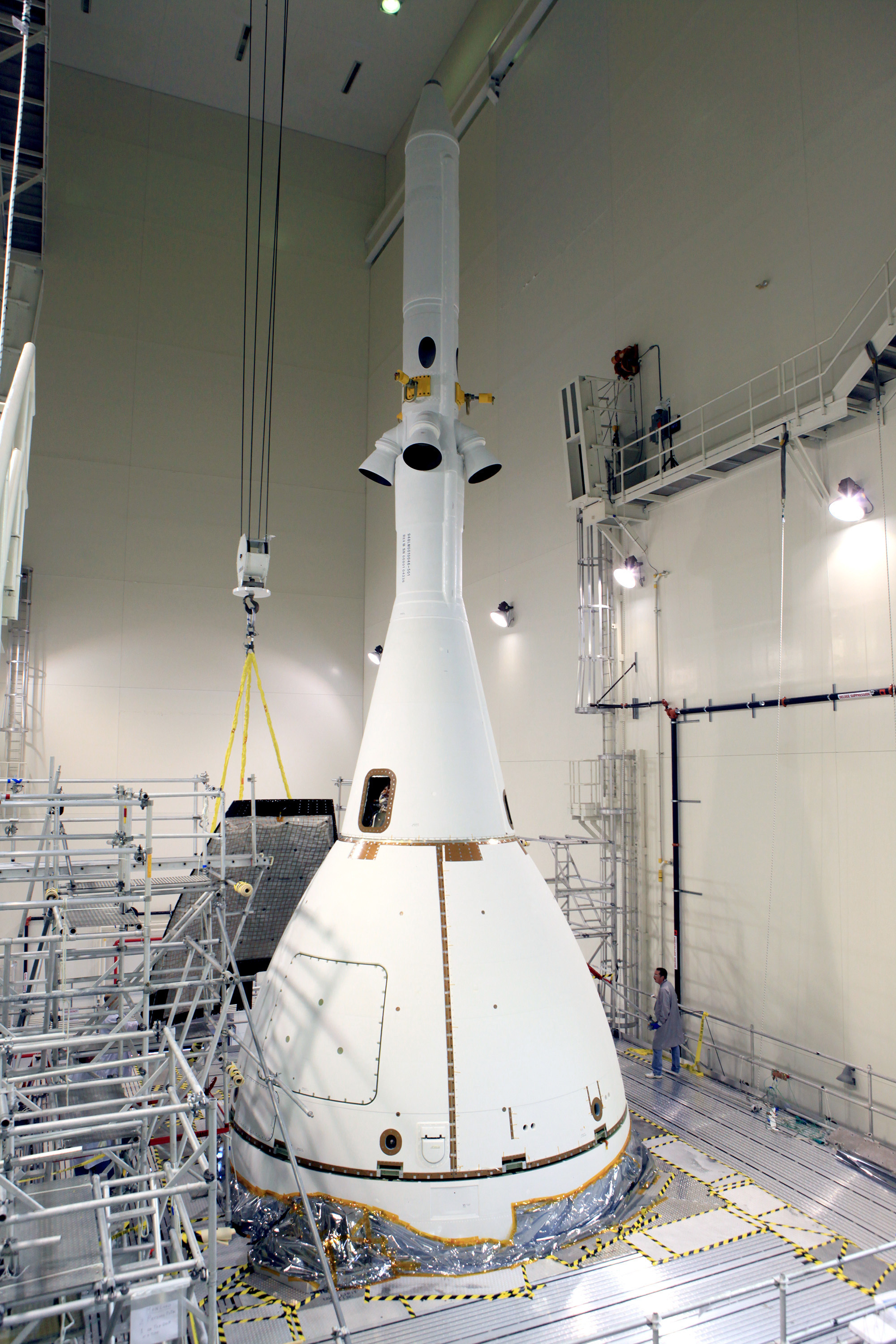
L'Orion EFT-1 nella sua carenatura con LAS, Ottobre 2014
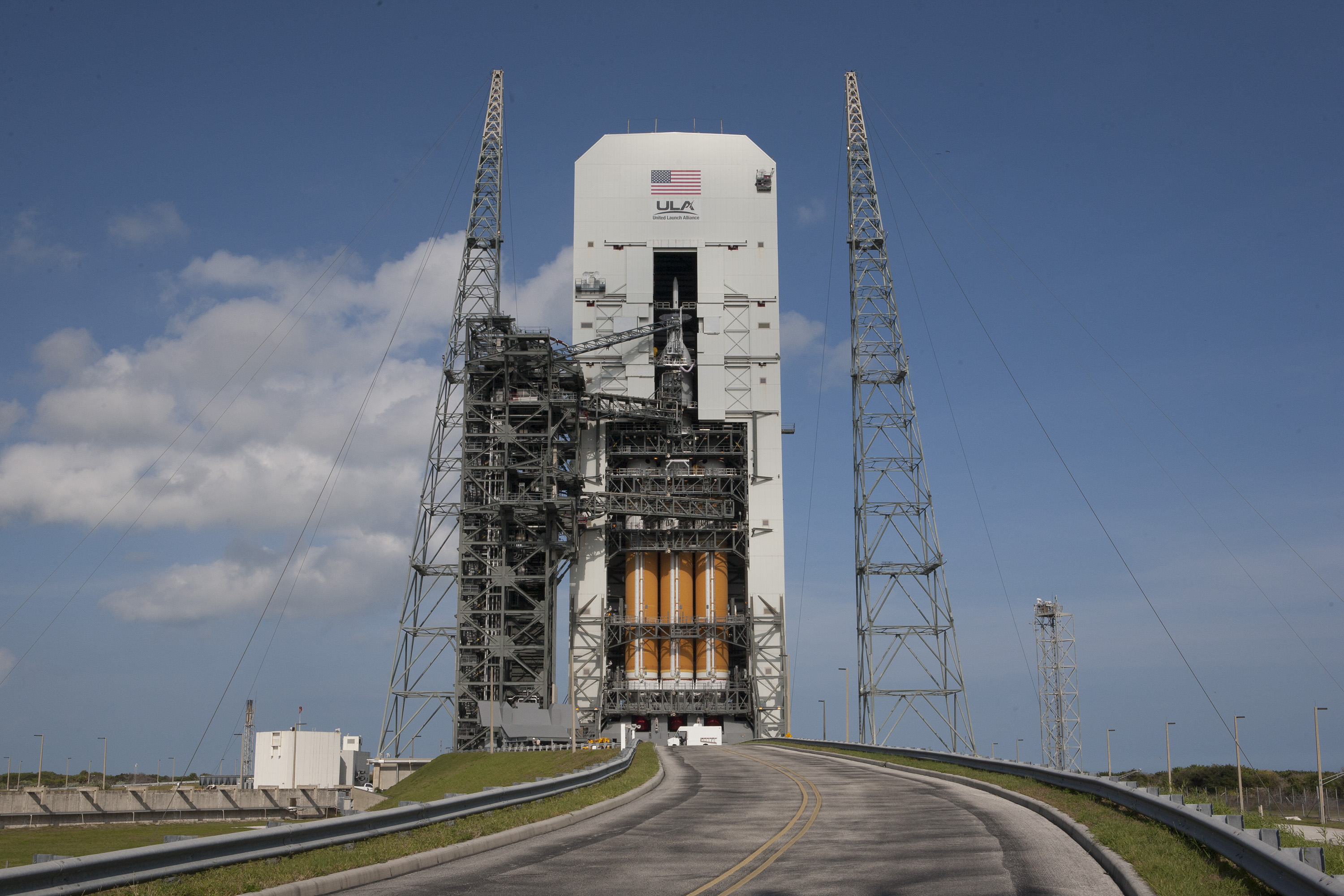
L'Orion EFT-1 nel suo Delta IV Heavy, Novembre 2014
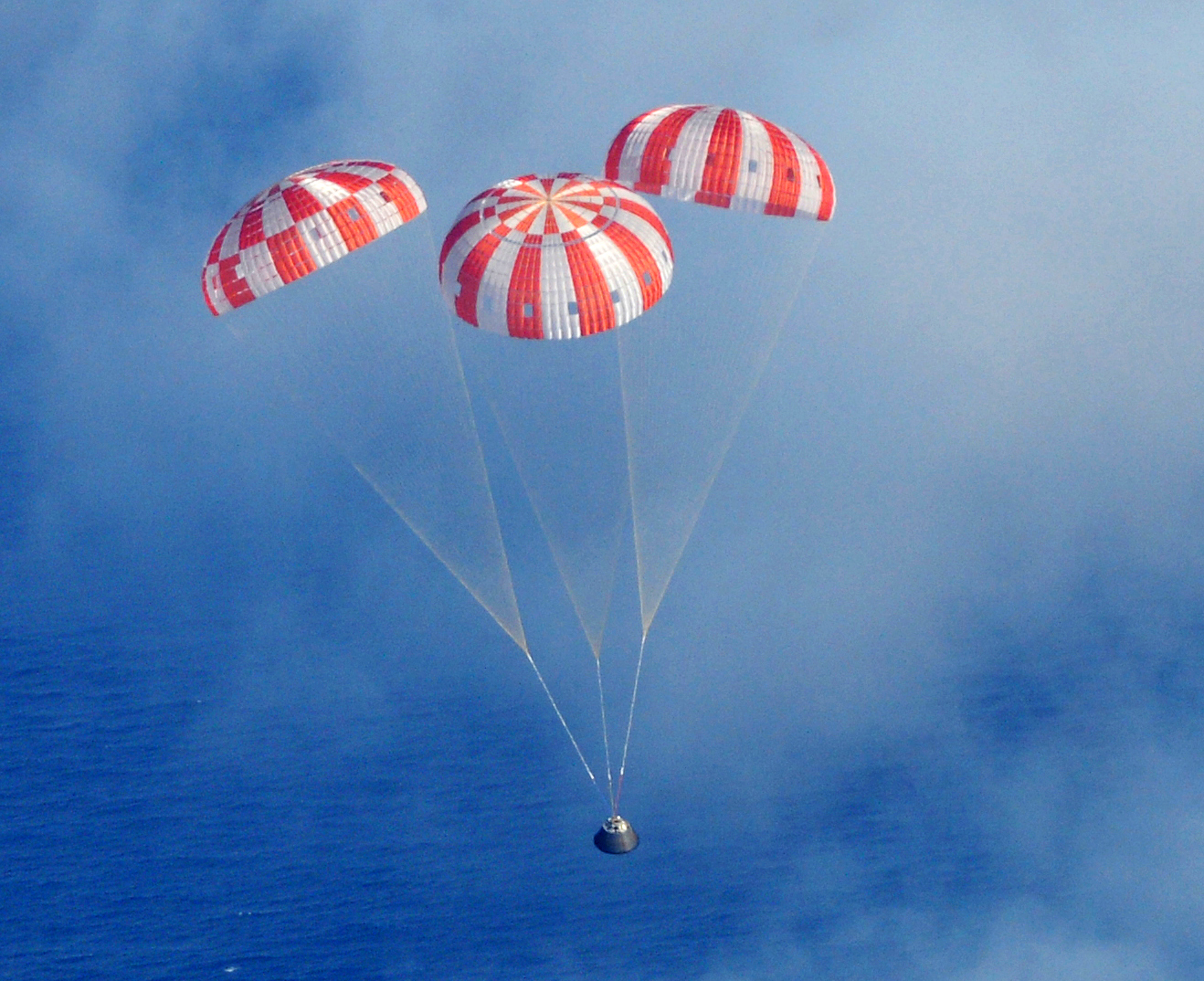
L'Orion EFT-1 dopo l'ammaraggio, 5 DIcembre 2014
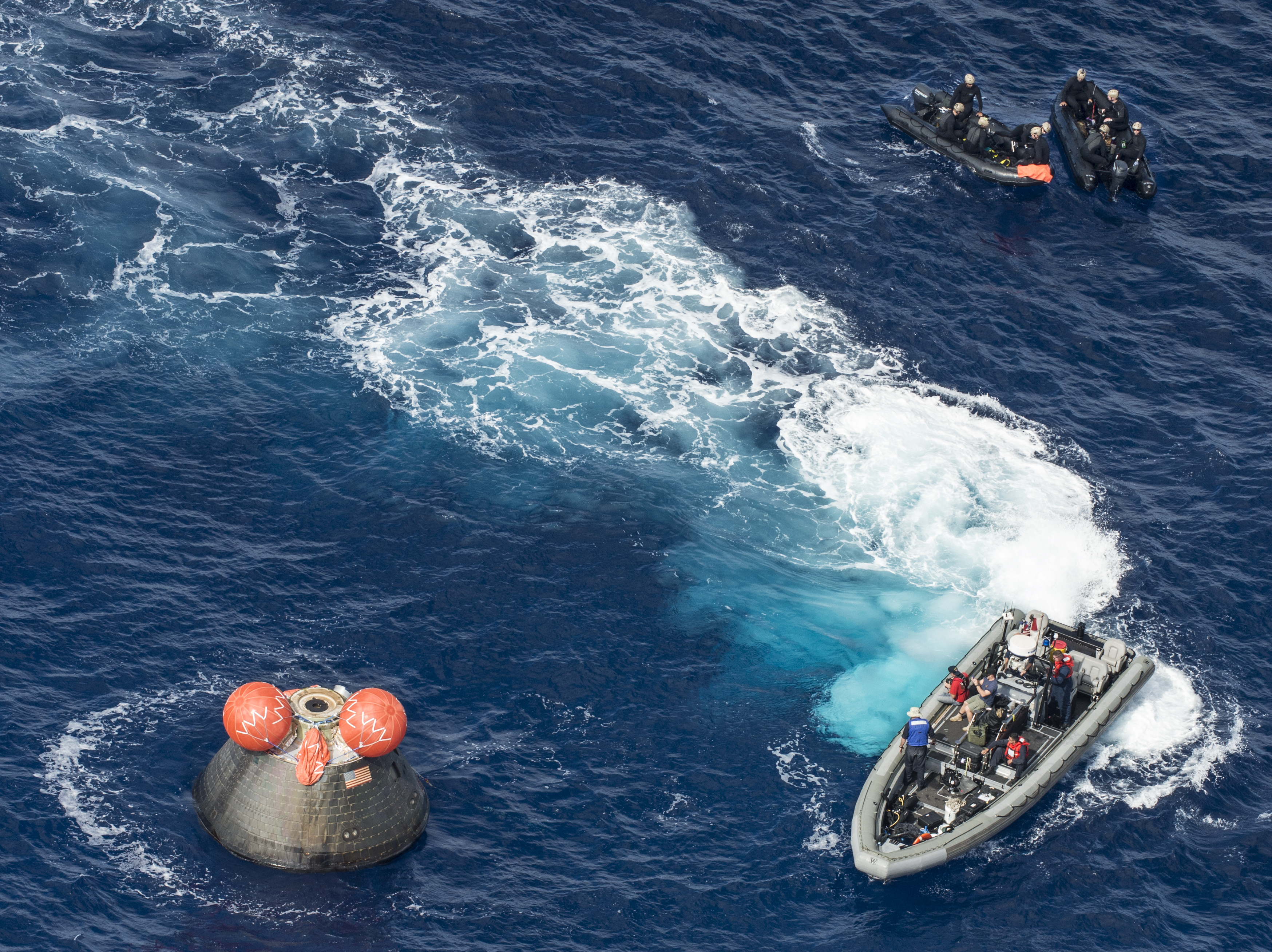
Recupero di Orion EFT-1, 5 Dicembre 2014